# Ir Ovot
Ir Ovot (hebrejsky: עִיר אֹבֹת, doslova „Město Ovot“, v oficiálním přepisu do angličtiny: Ir Ovot) je vesnice typu kibuc v Izraeli, v Jižním distriktu, v Oblastní radě Tamar.

## Geografie
Leží v nadmořské výšce 136 metrů pod úrovní moře v údolí vádí al-Araba, cca 20 kilometrů od jižního břehu Mrtvého moře. Západně od obce se prudce zvedá aridní oblast pouště Negev. Poblíž osady protéká vádí Nachal Chaceva.
Obec se nachází 110 kilometrů od břehu Středozemního moře, cca 146 kilometrů jihovýchodně od centra Tel Avivu, cca 107 kilometrů jižně od historického jádra Jeruzalému a 66 kilometrů jihovýchodně od města Beerševa. Ir Ovot obývají Židé, přičemž osídlení v tomto regionu je etnicky převážně židovské. Obec je jen 7 kilometrů vzdálena od mezinárodní hranice mezi Izraelem a Jordánskem.
Ir Ovot je na dopravní síť napojen pomocí dálnice číslo 90, ze které tu odbočuje lokální silnice 227.

## Dějiny
Ir Ovot byl založen v roce 1979. Šlo o zemědělskou kolektivní osadu typu kibuc. Název je odvozen od biblického města Obót citovaného v Knize Numeri 21,10 Nachází se tu rovněž stavební zbytky lokality Mecudat Chaceva z biblických dob. V době mandátní Palestiny se tu rozkládala policejní stanice a místo bylo známé jako Ajn Husub. Kibuc byl zrušen a jeho místo nyní provizorně obývá skupina nábožensky orientovaných Izraelců. Funguje tu krokodýlí farma.
Přesné údaje o počtu obyvatel nejsou k dispozici. Oficiální vládní statistické výkazy evidují Ir Ovot jako pouhé „místo“ (makom) nikoliv obec.